# Pàusies
Pàusies (en llatí Pausias, en grec antic Παυσίας) fou un dels més destacats pintors grecs de la millor escola i del millor període de l'art grec.

## Biografia
Va ser contemporani d'Aristides de Tebes, Melant i Apel·les de Colofó a la meitat del segle iv aC, cap als anys 360-330 aC, i deixeble de Pàmfil. Abans havia rebut instrucció del seu propi pare Brietes de Sició. Va viure a la ciutat de Sició i va seguir l'escola de pintura que Pàmfil havia fundat, de la que Plini el Vell diu que va ser la pàtria de la pintura. Va tenir per deixebles Aristolau, que era fill seu, i Nicofanes.

## Obres
Va ser el primer en utilitzar l'encàustica per tractar la fusteria interior i la decoració de sostres i parets de les cases i n'era considerat un mestre. En canvi, va ser cridat per restaurar les pintures de Polignot als murs del temple de Tèspies on es va mostrar molt inferior a l'original. Llavors es va especialitzar en petites pintures, principalment de nois. Com que se li va retreure que pintava les figures petites perquè era molt lent per pintar-les grans, llavors va pintar en un sol dia una figura d'un noi que es va fer famosa sota el nom d'hemeresios (dia de treball). El seu domini de l'encàustica el va portar a inventar caixes de pintura compartimentades per cada color, una tècnica que van seguir els seus deixebles.
Una altra pintura famosa va ser un retrat de Glicera, una florista de la que havia estat enamorat a la seva joventut. La combinació del seu amor per la pintura i per Glicera el va portar a pintar també flors, tema en el que es va especialitzar. I així va pintar una imatge de Glicera amb una garlanda de flors que Plini el Vell anomena Stephaneplocos (teixidora de garlandes) o Stephanepolis (venedora de garlandes). Plini parla d'una altra pintura de Pàusies col·locada al pòrtic de Pompeu a Roma, una de les seves imatges més grans, que representava un sacrifici, on va aportar un nou estil de jugar amb les llums i les ombres que molts van voler imitar i ningú més va saber igualar.
Pausanias parla de dues pintures de Pàusies que adornaven el bosc sagrat a Epidaure en un temple anomenat Tolus. L'una representava l'amor, Eros, que havia llençat les seves fletxes i tocava una lira, i l'altra la borratxera (Μέθη), representada per una dona que bevia d'una copa de vidre, i la cara de la dona es veia perfectament, per la transparència de la copa. Ateneu de Naucratis el situa entre els pintors "pornogràfics", cosa que fa pensar que devia fer algunes pintures eròtiques.
Moltes de les seves pintures van ser portades a Roma amb diversos tresors de l'art de l'escola de Sició, quan la ciutat va haver de vendre totes les seves propietats públiques per pagar els deutes.